# Synchiropus randalli
Synchiropus randalli là một loài cá biển thuộc chi Cá đàn lia gai (Synchiropus) trong họ Cá đàn lia. Loài này được mô tả lần đầu tiên vào năm 1985.

## Từ nguyên
Danh pháp khoa học của loài cá này, randalli, được đặt theo tên của nhà ngư học, Tiến sĩ John E Randall.

## Phân bố và môi trường sống
S. randalli có phạm vi phân bố ở Đông Nam Thái Bình Dương. Đây là một loài đặc hữu của đảo Phục Sinh (Chile). S. randalli sống ở độ sâu khoảng 12 – 21 m.

## Mô tả
Mẫu vật lớn nhất của S. randalli có chiều dài cơ thể được ghi nhận là 3,6 cm. Đây là một loài dị hình giới tính. Hầu hết cá đực của họ Cá đàn lia đều có vây lưng thứ nhất dài hơn của cá cái. Vây lưng thứ hai, vây hậu môn và hai bên đầu của S. randalli có màu sắc khác biệt.
Số gai ở vây lưng: 4; Số tia vây mềm ở vây lưng: 8; Số gai ở vây hậu môn: 0; Số tia vây mềm ở vây hậu môn: 7; Số tia vây mềm ở vây ngực: 19 - 20; Số gai ở vây bụng: 1; Số tia vây mềm ở vây bụng: 5.